# 기립성 조절장애
기립성 조절장애(Orthostatic intolerance, OI)는 서 있을 때 균형을 잡는 것이 어렵거나, 현기증을 느끼는 등 서 있기는 동작에 어려움을 겪는 장애를 가리킨다. 심한 경우 실신으로 이어질 수 있다. 원인으로는 이석증, 만성피로증후군 등 다양한 원인이 있을 수 있다.

## 같이 보기
- 기립성 저혈압
- 미주신경성 실신